# Schizoretepora hassi
Schizoretepora hassi är en mossdjursart som beskrevs av Harmelin, Bitar och Zibrowius 2007. Schizoretepora hassi ingår i släktet Schizoretepora och familjen Phidoloporidae. Inga underarter finns listade i Catalogue of Life.